# Tournoi de tennis de Marbourg
Le Marburg Open est un tournoi international de tennis masculin du circuit professionnel Challenger. Il a lieu tous les ans au mois de juillet à Marbourg, en Allemagne. Il a été créé en 2010 et se joue sur terre battue en extérieur.

## Palmarès messieurs

### Simple
| Année | Vainqueur              | Finaliste             | Score          |
| ----- | ---------------------- | --------------------- | -------------- |
| 2010  | Simone Vagnozzi        | Ivo Minář             | 2-6, 6-3, 7-5  |
| 2011  | Björn Phau             | Jan Hájek             | 6-4, 2-6, 6-3  |
| 2012  | Jan Hájek              | Andreas Haider-Maurer | 6-2, 6-2       |
| 2013  | Andrey Golubev         | Diego Schwartzman     | 6-1, 6-3       |
| 2014  | Horacio Zeballos       | Thiemo de Bakker      | 3-6, 6-3, 6-3  |
| 2015  | Íñigo Cervantes        | Nils Langer           | 2-6, 7-63, 6-3 |
| 2016  | Jan Šátral             | Marco Trungelliti     | 6-2, 6-4       |
| 2017  | Filip Krajinović       | Cedrik-Marcel Stebe   | 6-2, 6-3       |
| 2018  | ' Juan Ignacio Londero | Hugo Dellien          | 3-6, 7-5, 6-4  |

### Double
| Année | Vainqueurs                          | Finalistes                           | Score            |
| ----- | ----------------------------------- | ------------------------------------ | ---------------- |
| 2010  | Matthias Bachinger Denis Gremelmayr | Guillermo Olaso Grega Žemlja         | 6-4, 6-4         |
| 2011  | Martin Emmrich Björn Phau           | Federico Delbonis Horacio Zeballos   | 7-63, 6-2        |
| 2012  | Mateusz Kowalczyk David Škoch       | Denis Matsukevich Mischa Zverev      | 6-2, 6-1         |
| 2013  | Andrey Golubev Evgeny Korolev       | Jesse Huta Galung Jordan Kerr        | 6-3, 1-6, [10-6] |
| 2014  | Jaroslav Pospíšil Franko Škugor     | Diego Schwartzman Horacio Zeballos   | 6-4, 6-4         |
| 2015  | Wesley Koolhof Matwé Middelkoop     | Tobias Kamke Simon Stadler           | 6-1, 7-5         |
| 2016  | James Cerretani Philipp Oswald      | Miguel Ángel Reyes-Varela Max Schnur | 6-3, 6-2         |
| 2017  | Máximo González Fabrício Neis       | Rameez Junaid Ruan Roelofse          | 6-3, 7-64        |
| 2018  | Fabrício Neis David Vega Hernández  | Henri Laaksonen Luca Margaroli       | 4-6, 6-4, [10-8] |